# Beaucé
Beaucé (Belzeg en bretón) es una localidad y comuna francesa en la región administrativa de Bretaña, en el departamento de Ille y Vilaine y distrito de Fougères.

## Demografía
| 377 | 400 | 632 | 974 | 1055 | 1056 |
| Para los censos de 1962 a 1999 la población legal corresponde a la población sin duplicidades (Fuente: INSEE [Consultar]) |     |     |     |      |      |